# Alabaster (Alabama)
 Denne artikel omhandler byen i den amerikanske delstat Alabama. Opslagsordet har også en anden betydning, se alabast.
Alabaster er en by i den centrale del af staten Alabama i USA. Den ligger i det amerikanske county Shelby County og er forstad til storbyen Birmingham. Byen har 33.284 (2020, 2020) indbyggere.